# Транспорт Аландських островів
Аландські острови (швед. Åland, вимовляється Оланд)  — архіпелаг з більше ніж 6000 островів у Балтійському морі.
Острови є автономною територією Фінляндії з єдиною офіційною мовою — шведською. Морські перевезення є однією з найважливіших галузей економіки Аландів, у цій галузі працюють багато місцевих мешканців. Головні порти розташовані у столиці Марієгамні, у Берґгамні (західна частина) і у Лонґнесі на східному узбережжі головного острова архіпелагу.

## Аеропорти і авіакомпанії
Авіакомпанія Nordic Regional Airlines здійснює польоти з і до аеропорту Марієгамн (її послугами також користується Finnair). На острові Кумлінґе є злітно-посадкова смуга і гелікоптерний майданчик (використовується лише для деяких чартерних рейсів).[джерело?]

## Автошляхи

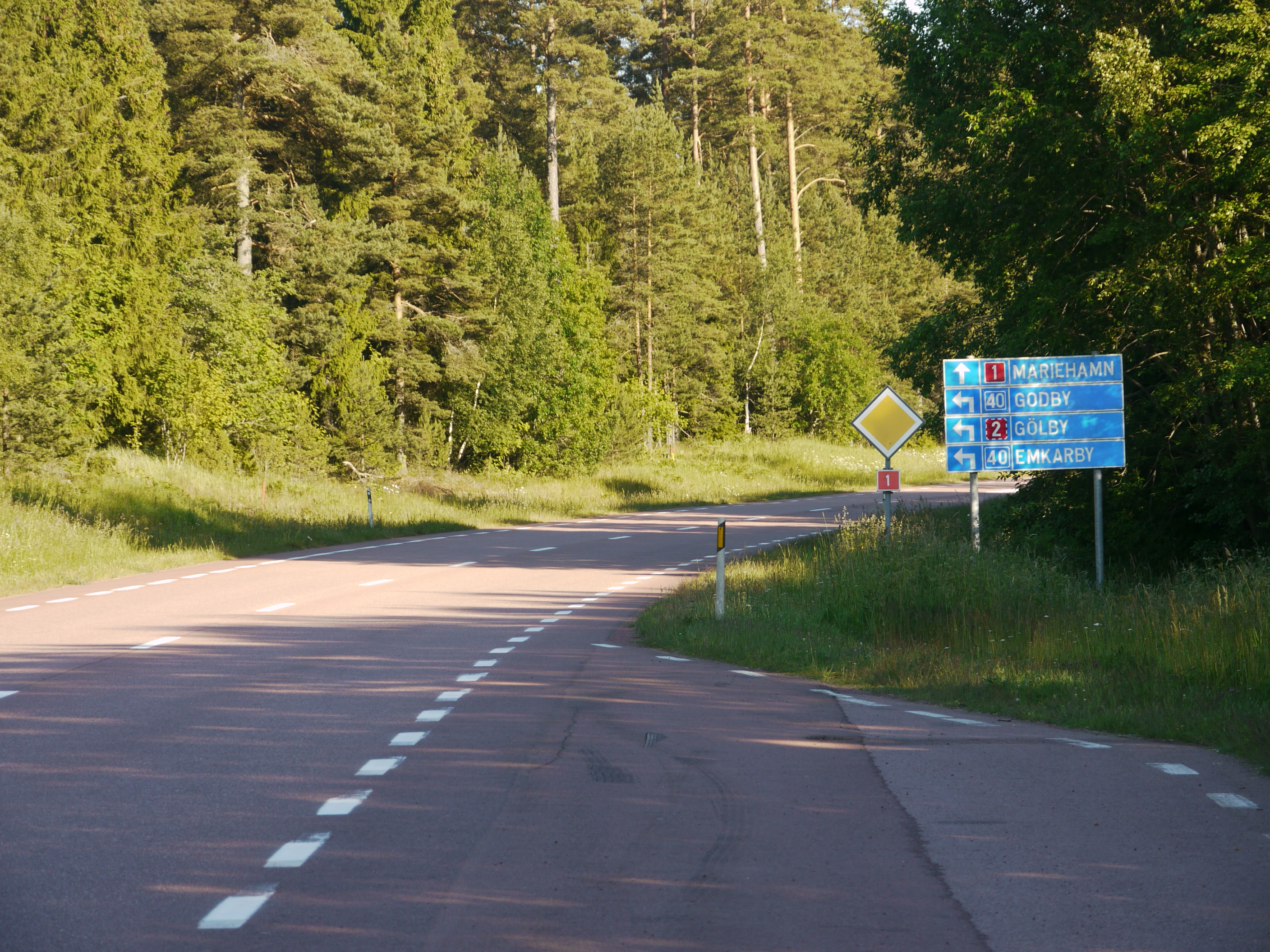
Автошлях 1 (Huvudväg 1), що сполучає Екере з Марієгамном.

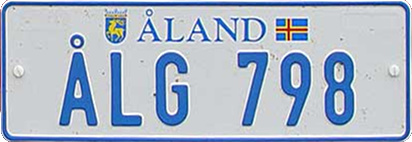
Автомобільний номер Аландських островів

Автомобільний трафік на автошляхах острова порівняно невеликий, що є перевагою для велосипедистів. Деякі головні автошляхи (швед. huvudväg) мають окремі смуги для руху велосипедів. Місцева автобусна компанія Ålandstrafiken забезпечує сполучення між островами архіпелагу, у співробітництві з місцевими поромними операторами.
Багато автошляхів збудовано з використанням червоного граніту, що надає типового кольору як асфальтовим, так і ґрунтовим дорогам.
Автомобільні реєстраційні номери на Аландах — білі з синіми літерами ÅL на початку; формат номера аналогічний фінським (три літери, три цифри).

## Морський транспорт
Пороми компаній Silja Line, Viking Line і Tallink, що перевозять пасажирів і автомобілі між Швецією, Фінляндією і Естонією, під час кожного рейсу ненадовго заходять на Аландські острови — або у головний порт Марієгамна, або у порт Лонґнес (Лумпарланд). Дана зупинка дозволяє продаж на поромах товарів, продуктів і напоїв без сплати податку на додану вартість, завдяки спеціальному законодавству Аландських островів.
Пароми, якими керує Ålandstrafiken, забезпечують транспортне з'єднання між островами архіпелагу, а також поєднують порти Ґалтбю, Парґас, Вуосінайнен і Куставі.
Компанія Eckerö Linjen є оператором поромів між портом Берґгамн у Екерьо і портом Ґрісслегамн (у муніципалітеті Норртельє) у Швеції. Фірма Finnlines перевозить на поромах з фінського Наанталі до шведського Каппельщера (також у муніципалітеті Норртельє) через аландський Лонґнес.